# Азитромицин
Азитромици́н — полусинтетический антибиотик широкого спектра действия, синтезированный в 1980 году. Это азалид, активный в отношении грамположительных, грамотрицательных и некоторых анаэробных бактерий, кроме устойчивых к эритромицину, и некоторых других микроорганизмов. Он применяется при лечении множества заболеваний, в первую очередь — респираторных, также при среднем отите, стрептококковом фарингите, хламидиозе, гонорее, малярии и других. Механизм действия азитромицина основан на снижении производства белка бактериями, тем самым подавляя их рост.
Азитромицин входит в список основных лекарственных средств ВОЗ и в ЖНВЛП.

## Общее описание
Азитромицин — первый представитель подкласса азалидов группы макролидов. Азалиды отличаются от макролидов с 14-членным лактонным кольцом увеличенным числом членов в кольце. Азитромицин получен модификацией макролидов путём включения атома азота в лактонное кольцо между 9 и 10 атомами углерода, кольцо при этом превращается в 15-членное. Такое изменение структуры значительно повысило кислотоустойчивость препарата по сравнению с эритромицином — в 300 раз. Это позволяет препарату лучше сохраняться при пероральном приёме. Также он имеет улучшенные фармакокинетические свойства и более широкий спектр антимикробной активности, чем эритромицин, в частности, лучше проникает в клетки грамотрицательных бактерий и действует на них не только бактериостатически, но и бактерицидно.
Азитромицин обладает активностью против многих бактериальных возбудителей инфекций. Он обладает относительно широкой, но неглубокой антибактериальной активностью и подавляет некоторые грамположительные бактерии, некоторые грамотрицательные бактерии и многие атипичные бактерии.
На 2012 год известно противовоспалительное действие азитромицина, механизмом которого специалисты считают подавление определённых воспалительных реакций иммунной системы.
Среди макролидов азитромицин имеет наилучший комплаенс, стандартная схема приёма один раз в сутки снижает негативный эффект невысокой дисциплины приёма препаратов пациентами при амбулаторном лечении.
Азитромицин входит в российские стандарты медицинской помощи больным пневмонией и хронической обструктивной болезни лёгких.

### Физические свойства
Азитромицин — порошок, растворяется в воде.
Азитромицин хорошо растворяется в жирах.

## Применение в медицине
Азитромицин применяется прежде всего для лечения инфекционных респираторных заболеваний (как нижних, так и верхних дыхательных путей). Это связано с хорошей переносимостью, воздействием антибиотика на типичных и нетипичных возбудителей таких заболеваний, а также некоторыми неантимикробными свойствами препарата.
Также он используется при лечении урогенитальных инфекций, инфекций кожи и мягких тканей, ородентальных инфекций, клещевого боррелиоза, кишечных инфекций.

## Противопоказания
Азитромицин противопоказан при печёночной и (или) почечной недостаточности, а также при гиперчувствительности к препарату или к макролидам вообще. Также противопоказанием является детский возраст: до 16 лет — внутривенно, таблетки, капсулы; детям с выраженными нарушениями функции печени или почек, новорождённым — пероральная суспензия.

### Побочные действия
Наиболее частыми побочными эффектами являются диарея (5 %), тошнота (3 %), боль в животе (3 %) и рвота. Менее 1 % людей прекращают прием препарата из-за побочных эффектов. Сообщалось о нервозности, кожных реакциях и анафилаксии. Сообщалось об инфекции Clostridium difficile при применении азитромицина. Азитромицин не влияет на эффективность противозачаточных средств, в отличие от некоторых других антибиотиков, таких как рифампицин. Сообщалось о потере слуха.
Иногда у людей развивается холестатический гепатит или делирий. Случайная внутривенная передозировка младенцу вызвала тяжёлую блокаду сердца, что привело к остаточной энцефалопатии.
- Со стороны пищеварительной системы при пероральном приёме — диарея (5 %), тошнота (3 %), боль в животе (3 %); 1 % и менее — метеоризм, рвота, мелена, холестатическая желтуха, повышение активности «печёночных» трансаминаз; кроме того, у детей — запоры, снижение аппетита, гастрит; кандидомикоз слизистой оболочки полости рта.
- Со стороны сердечно-сосудистой системы — сердцебиение, боль в грудной клетке (1 % и менее).
- Со стороны нервной системы: головокружение, головная боль, сонливость, нейросенсорная тугоухость, тиннитус; у детей — головная боль (при терапии среднего отита), гиперкинезия, тревожность, невроз, нарушения сна (1 % и менее).
- Со стороны мочеполовой системы — вагинальный кандидомикоз, нефрит (1 % и менее).
- Аллергические реакции — сыпь, крапивница, зуд кожи, ангионевротический отёк; при в/в введении — бронхоспазм (1 % и менее).
- Местные реакции при внутривенном введении — боль и воспаление в месте инъекции.
- Прочие — астения, фотосенсибилизация; у детей — конъюнктивит; изменение вкуса (1 % и менее).

В 2013 году FDA выпустило предупреждение, что азитромицин «может вызывать аномальные изменения в электрической активности сердца, которые могут привести к потенциально фатальному нарушению сердечного ритма». FDA отметило в предупреждении исследование 2012 года, в котором было обнаружено, что препарат может увеличить риск смерти, особенно у людей с проблемами сердца, по сравнению с теми, кто принимает другие антибиотики, такие как амоксициллин, или без антибиотиков. Предупреждение указывает на то, что люди с ранее существовавшими заболеваниями подвергаются особому риску, например, с удлинением интервала QT, низким уровнем калия или магния в крови, более медленной, чем обычно, частотой сердечных сокращений или теми, кто принимает определённые лекарства для лечения нарушений сердечного ритма.
Сообщалось, что азитромицин блокирует аутофагию и может предрасполагать пациентов с муковисцидозом к микобактериальной инфекции.

## Фармакологические свойства
Азитромицин является противобактериальным средством широкого спектра действия с бактериостатическим действием.

### Фармакокинетика
Как и другие макролиды, азитромицин хорошо абсорбируется из кишечника, но частично метаболизируется при первом прохождении через печень.
Максимальная концентрация азитромицина в плазме крови достигается через 2,5—2,9 ч после приема внутрь, составляет 0,3—0,62 мкг/мл.
Биодоступность азитромицина — 37—38 %. Он способен накапливаться в желчи, поэтому имеется два пика концентрации азитромицина, второй пик имеет причиной всасывание препарата из желчи, вышедшей в кишечник.
Степень связывания азитромицина с белками плазмы крови и варьируется от 7 % при концентрации 1—2 мкг/мл до 51 % при концентрации 0,02—0,1 мкг/мл. Среди макролидов азитромицин создаёт самую высокую концентрацию в тканях, от 1 до 9 мкг/г, поэтому его уровень в плазме крови низкий. Высокие концентрации азитромицин создаёт в лёгких, в том числе в мокроте и альвеолярной жидкости. Через 48—96 ч после однократного приёма 500 мг азитромицина его концентрация в слизистой оболочке бронхов превышает сывороточную в 195—240 раз, в лёгочной ткани — более чем в 100 раз, в бронхиальном секрете — в 80—82 раза.
Подобно всем макролидам, азитромицин создаёт высокие внутриклеточные концентрации на длительное время, для него характерны внутриклеточные концентрации в 1200 раз выше концентрации в плазме крови. Фагоциты, нагруженные азитромицином, доставляют его в очаг воспаления и создают в нём более высокую концентрацию антибиотика, чем в здоровых тканях.
Период полувыведения азитромицина из плазмы крови составляет в среднем 68—71 ч: после первого приема — 10—14 ч, в интервале от 8 до 24 ч после приёма — 14—20 ч, от 24 до 72 ч — 35—55 ч, при многократном приёме — 48—96 ч. Это позволяет назначать антибиотик один раз в сутки.
Период полувыведения из тканей значительно больше, чем из крови. Терапевтическая концентрация азитромицина в тканях сохраняется в течение 5—7 дней после отмены.
Азитромицин частично метаболизируется в печени, для него известны 10 метаболитов. 50 % препарата выводится с желчью в неизменённом виде. Небольшая часть, 6 % пероральной и 11—14 % внутривенной дозы, выделяется с мочой.
Азитромицин намного более кислотоустойчив, чем другие макролиды, которые частично разрушатся соляной кислотой в желудке. Кислотоустойчивость азитромицина в 300 раз больше, чем у эритромицина.

### Фармакодинамика
Азитромицин связывается с 50S-субъединицей рибосом, угнетает пептидтранслоказу на стадии трансляции, подавляет синтез белка, замедляет рост и размножение бактерий, в высоких концентрациях оказывает бактерицидный эффект. Действует на вне- и внутриклеточных возбудителей.
Азитромицин действует многократно сильнее эритромицина, стоит на первом месте среди макролидов по активности в отношении Haemophilus influenzae, Moraxella catarrhalis, Neisseria gonorrhoeae, R. rickettsii, B. melitensis.
Азитромицин активен в отношении грамположительных микроорганизмов:
Streptococcus spp. (групп С, F и G, кроме устойчивых к эритромицину),
Streptococcus pneumoniae,
Streptococcus pyogenes,
Streptococcus agalactiae,
Streptococcus viridans,
Staphylococcus epidermidis,
Staphylococcus aureus;
грамотрицательных:
Haemophilus influenzae,
Moraxella catarrhalis,
Bordetella pertussis,
Bordetella parapertussis,
Legionella pneumophila,
Haemophilus ducreyi,
Campylobacter jejuni,
Neisseria gonorrhoeae и
Gardnerella vaginalis;
анаэробных:
Bacteroides bivius,
Clostridium perfringens,
Peptostreptococcus spp; а также
Chlamydia trachomatis,
Chlamydia pneumoniae,
Mycoplasma pneumoniae,
Mycobacterium avium complex,
Ureaplasma urealyticum,
Treponema pallidum,
Borrelia burgdorferi.
Азитромицин неактивен в отношении грамположительных бактерий, устойчивых к эритромицину.
Для азитромицина, как и других макролидов, характерен постантибиотический эффект, когда антимикробное действие препарата сохраняется после его удаления из среды. Он необратимо изменяет рибосомы микроорганизмов. Также он, подобно эритромицину и кларитромицину, проявляет суб-МПК-постантибиотический эффект, когда под влиянием концентраций антибиотика ниже МПК, микроорганизмы, в том числе обычно резистентные к ним, становятся более чувствительными к факторам иммунной защиты. Суб-МПК-постантибиотический эффект азитромицина сильнее, чем у эритромицина и кларитромицина.
Азитромицин и другие макролиды также повышают активность T-киллеров.

## Эффективность и безопасность
Эффективность азитромицина при лечении инфекционных заболеваний дыхательных путей взрослых и детей выше многих других антибиотиков. Для получения того же эффекта обычно достаточно менее продолжительного курса терапии азитромицином, чем многими другими антибиотиками — некоторыми макролидами, пенициллинами, цефалоспоринами и фторхинолонами.
Азитромицин относится к наименее токсичным антибиотикам. Среди антибиотиков, известных на 2009 год, макролиды в целом менее токсичны, а азитромицин — менее, чем другие макролиды. В частности, частота побочных эффектов у него меньше, чем у макролидов эритромицин и кларитромицин.
Азитромицин одинаково безопасен и для взрослых, и для детей.
Этот антибиотик также является безопасным препаратом для антибактериальной терапии во время беременности, он не приводит к повышению частоты неблагоприятных исходов беременности и не связан с возникновением каких-либо специфических пороков развития у ребёнка.

### Некоторые заболевания дыхательных путей
По данным 2012 года, азитромицин эффективен при лечении хронической обструктивной болезни лёгких в первую очередь за счёт подавления воспалительных процессов.
Подавление воспалительных процессов азитромицином может быть полезно при бронхиальной астме и синусите. 
При лечении острой инфекции нижних дыхательных путей по эффективности азитромицин не превосходит ни амоксициллин, ни амоксиклав. В клинической практике выбор между азитромицином, амоксициллином или амоксиклавом может основываться на других соображениях (стоимость, удобство, приверженность пациента лечению).

### Сифилис
Сделанный в Кокрейн в 2012 году систематический обзор не выявил разницы между азитромицином и сочетанием бензатина и пенициллина при лечении раннего сифилиса в отношении вероятности излечения, по другим точкам измерения нет достаточных доказательств.

### Малярия
Являясь макролидом, азитромицин влияет на малярийных паразитов. Чтобы помочь предотвратить развитие у малярийных паразитов устойчивости к противомалярийным препаратам, ВОЗ рекомендует использовать комбинированную терапию, при которой малярийные инфекции лечат более чем одним лекарством одновременно. Проведённый в 2011 году в Кокрейне систематический обзор применения азитромицина для лечения малярии у взрослых, показал, что азитромицин является слабым в сравнении с другими противомалярийными средствами и вряд ли имеет перспективы в лечении малярии.

### Глазные инфекции
При массовом периодическом лечении антибиотиками в общинах, члены которых инфицированы Chlamydia trachomatis, однократная пероральная доза азитромицина снижает распространённость активной трахомы и глазных инфекций в этих общинах. Для изменений рекомендуемой периодичности ежегодного массового лечения нет оснований. Имеются данные о повышенном риске устойчивости к антибиотикам через 12 месяцев в сообществах, получавших антибиотики.

### ЛечениеMycobacterium avium complex
Инфекция Mycobacterium avium complex (MAC) является частым осложнением запущенного синдрома приобретенного иммунодефицита (СПИД) и может сократить продолжительность жизни таких пациентов. Для эффективности азитромицина против MAC в сравнении с кларитромицином есть свидетельства только низкой и очень низкой доказательной силы.

### Бактериальная восприимчивость
В 2015 году среди населения был обнаружен штамм гонореи, обладающий высокой устойчивостью к азитромицину (Neisseria gonorrhoeae обычно чувствительна к азитромицину).
Широкое применение азитромицина привело к росту устойчивости к нему у Streptococcus pneumoniae.

### Беременность и кормление грудью
Никакого вреда матери и плоду при использовании азитромицина во время беременности не обнаружено. Однако адекватных контролируемых исследований у беременных женщин на 2016 год нет.
Безопасность лекарства во время грудного вскармливания неясна. Сообщалось, что, поскольку в грудном молоке обнаруживаются только низкие уровни азитромицина, и это лекарство также использовалось для детей раннего возраста, маловероятно, что у младенцев, находящихся на грудном вскармливании, будут побочные эффекты при приёме матерью азитромицина. Тем не менее рекомендуется с осторожностью применять препарат в период кормления грудью.

## История
Азитромицин был впервые синтезирован в 1980 году группой сотрудников югославской (впоследствии хорватской) фармацевтической компании Pliva: С. Докичем (руководитель), Габриелой Кобрехей, Горяной Радоболья-Лазаревски и Зринкой Тамбурашевой.
В 1988 году азитромицин стал продаваться в Восточной Европе под названием «Сумамед», затем был лицензирован компанией Pfizer, которая вывела его на рынок в Западной Европе и США под названием «Зитромакс». Зитромакс быстро стал одним из самых продаваемых антибиотиков. До истечения патента на азитромицин в 2005 году роялти от Pfizer составляла большую часть дохода Pliva.
В России азитромицин применяется в клинической практике с 1991 года
Благодаря уникальным фармакокинетическим и фармакодинамическим свойствам азитромицина, его появление стало важной вехой в истории макролидов.
ВОЗ отнесла азитромицин к важнейшим для медицины антибиотикам, он входит в «Примерный перечень ВОЗ основных лекарственных средств».

### Документы
- Реестровая запись ЛСР-005187/07 : Азитромицин // Государственный реестр лекарственных средств. — Минздрав РФ, 2007. — 24 декабря.
- Регистрационное удостоверение ЛП-003145 : Азитромицин // Государственный реестр лекарственных средств. — Минздрав РФ, 2019. — 15 августа.
- Андрюшкова, Ю. А. Инструкция по медицинскому применению лекарственного препарата Азитромицин : ЛП-003145-150819 / ЗАО «Русклиник». — Министерство здравоохранения Российской Федерации, 2019. — 15 августа. — 9 с.